# Raul Togni Neto
Raul Togni Neto, également connu sous le nom de Raulzinho, né le 19 mai 1992 à Belo Horizonte au Brésil, est un joueur brésilien de basket-ball. Il évolue au poste de meneur.

## Biographie

### Lagun Agro GBC (2011-2014)
En 2011, Raul Neto est recruté par le Lagun Aro Gipuzkoa Basket Club en Liga ACB où il évolue pendant trois saisons. Il est choisi lors de la draft 2013 de la NBA par les Hawks d'Atlanta en 47e position mais est immédiatement échangé au Jazz de l'Utah contre un futur 2e tour de draft.

### UCAM Murcie (2014-2015)
En août 2014, Raulzinho signe un contrat de trois ans avec l'UCAM Murcie, club de première division espagnole.

### Jazz de l'Utah (2015-2019)
Le 7 juillet 2015, il part en NBA et signe au Jazz de l'Utah.
Le 1er juillet 2019, il est coupé par le Jazz de l'Utah.

### 76ers de Philadelphie (2019-2020)
Deux jours plus tard, il signe un contrat d'un an pour le minimum vétéran avec les 76ers de Philadelphie.

### Wizards de Washington (2020-2022)
Le 21 novembre 2020, il signe pour une saison avec les Wizards de Washington.

### Cavaliers de Cleveland (2022-2023)
Début juillet 2022, il s'engage pour le salaire minimum et pour un an avec les Cavaliers de Cleveland,.

### Fenerbahçe SK (2023-2024)
En août 2023, il signe avec le Fenerbahçe SK pour une saison. Il se blesse quelques semaines plus tard avec la sélection brésilienne pendant la Coupe du monde 2023 et manque toute la saison.

### FC Barcelone (depuis 2024)
Le 25 novembre 2024, il signe avec le FC Barcelone pour le reste de la saison 2024-2025 afin de pallier l'absence sur blessure de Nicolás Laprovíttola.

## Statistiques NBA

### Saison régulière
| Saison    | Équipe       | Matchs | Titul. | Min./m | % Tir | % 3pts | % LF | Rbds/m. | Pass/m. | Int/m. | Ctr/m. | Pts/m. |
| --------- | ------------ | ------ | ------ | ------ | ----- | ------ | ---- | ------- | ------- | ------ | ------ | ------ |
| 2015-2016 | Utah         | 81     | 53     | 18,5   | 43,1  | 39,5   | 74,3 | 1,48    | 2,15    | 0,77   | 0,02   | 5,88   |
| 2016-2017 | Utah         | 40     | 0      | 8,6    | 45,1  | 32,3   | 88,9 | 0,75    | 0,85    | 0,53   | 0,12   | 2,50   |
| 2017-2018 | Utah         | 41     | 0      | 12,1   | 45,7  | 40,4   | 74,3 | 1,20    | 1,83    | 0,32   | 0,10   | 4,46   |
| 2018-2019 | Utah         | 37     | 1      | 12,8   | 46,0  | 33,3   | 84,8 | 1,68    | 2,51    | 0,38   | 0,11   | 5,30   |
| 2019-2020 | Philadelphie | 54     | 3      | 12,4   | 45,5  | 38,6   | 83,0 | 1,13    | 1,76    | 0,44   | 0,11   | 5,09   |
| 2020-2021 | Washington   | 64     | 22     | 21,9   | 46,8  | 39,0   | 88,2 | 2,44    | 2,28    | 1,14   | 0,09   | 8,70   |
| 2021-2022 | Washington   | 70     | 19     | 19,6   | 46,3  | 29,2   | 76,9 | 1,91    | 3,10    | 0,79   | 0,04   | 7,51   |
| 2022-2023 | Cleveland    | 48     | 1      | 10,5   | 51,8  | 28,6   | 91,2 | 1,00    | 1,60    | 0,40   | 0,10   | 3,30   |
| Carrière  | Carrière     | 435    | 99     | 15,6   | 45,8  | 36,1   | 81,2 | 1,50    | 2,10    | 0,60   | 0,08   | 5,70   |

### Playoffs
| Saison   | Équipe       | Matchs | Titul. | Min./m | % Tir | % 3pts | % LF  | Rbds/m. | Pass/m. | Int/m. | Ctr/m. | Pts/m. |
| -------- | ------------ | ------ | ------ | ------ | ----- | ------ | ----- | ------- | ------- | ------ | ------ | ------ |
| 2017     | Utah         | 9      | 0      | 6,7    | 61,5  | 50,0   | 100,0 | 0,78    | 0,44    | 0,11   | 0,11   | 2,56   |
| 2018     | Utah         | 8      | 0      | 9,0    | 30,4  | 28,6   | 100,0 | 1,25    | 1,25    | 0,25   | 0,00   | 2,62   |
| 2019     | Utah         | 3      | 0      | 6,5    | 16,7  | 0,0    | 0,0   | 1,00    | 0,33    | 0,00   | 0,00   | 0,67   |
| 2020     | Philadelphie | 2      | 0      | 12,9   | 33,3  | 40,0   | 0,0   | 1,50    | 1,50    | 0,50   | 0,00   | 4,00   |
| 2021     | Washington   | 5      | 3      | 22,4   | 35,3  | 26,7   | 80,0  | 2,20    | 1,00    | 0,40   | 0,00   | 6,40   |
| 2023     | Cleveland    | 2      | 0      | 3,5    | 0,0   | 0,0    | 50,0  | 0,00    | 0,50    | 0,00   | 0,00   | 0,50   |
| Carrière | Carrière     | 29     | 3      | 10,2   | 36,0  | 31,4   | 87,5  | 1,20    | 0,80    | 0,20   | 0,00   | 3,00   |

## Records sur une rencontre en NBA
Les records personnels de Raul Togni Neto en NBA sont les suivants, :
| Type de statistique        | Saison régulière | Saison régulière                  | Saison régulière | Playoffs | Playoffs                  | Playoffs      |
| Type de statistique        | Record           | Adversaire                        | Date             | Record   | Adversaire                | Date          |
| -------------------------- | ---------------- | --------------------------------- | ---------------- | -------- | ------------------------- | ------------- |
| Points                     | 25               | @ Raptors de Toronto              | 6 mai 2021       | 11       | 76ers de Philadelphie     | 31 mai 2021   |
| Paniers marqués            | 10               | Magic d'Orlando                   | 27 décembre 2020 | 3        | 4 fois                    | 4 fois        |
| Paniers tentés             | 18               | Suns de Phoenix                   | 11 août 2020     | 12       | 76ers de Philadelphie     | 29 mai 2021   |
| Paniers à 3 points réussis | 5                | @ Raptors de Toronto              | 6 mai 2021       | 2        | 2 fois                    | 2 fois        |
| Paniers à 3 points tentés  | 8                | Magic d'Orlando                   | 27 décembre 2020 | 6        | 76ers de Philadelphie     | 29 mai 2021   |
| Lancers francs réussis     | 7                | @ Pelicans de La Nouvelle-Orléans | 24 novembre 2021 | 4        | 2 fois                    | 2 fois        |
| Lancers francs tentés      | 8                | @ Pelicans de La Nouvelle-Orléans | 24 novembre 2021 | 5        | 76ers de Philadelphie     | 31 mai 2021   |
| Rebonds offensifs          | 3                | @ Celtics de Boston               | 1er février 2020 | 1        | 5 fois                    | 5 fois        |
| Rebonds défensifs          | 8                | @ Mavericks de Dallas             | 1er mai 2021     | 3        | 3 fois                    | 3 fois        |
| Rebonds totaux             | 9                | @ Mavericks de Dallas             | 1er mai 2021     | 3        | 6 fois                    | 6 fois        |
| Passes décisives           | 10               | @ Rockets de Houston              | 21 mars 2022     | 4        | Rockets de Houston        | 4 mai 2018    |
| Interceptions              | 5                | @ Nuggets de Denver               | 25 février 2021  | 2        | Rockets de Houston        | 4 mai 2018    |
| Contres                    | 2                | 3 fois                            | 3 fois           | 1        | @ Clippers de Los Angeles | 25 avril 2017 |
| Balles perdues             | 5                | 2 fois                            | 2 fois           | 2        | Rockets de Houston        | 6 mai 2018    |
| Minutes jouées             | 39               | @ Raptors de Toronto              | 6 mai 2021       | 30       | @ 76ers de Philadelphie   | 2 juin 2021   |

- Double-double : 0
- Triple-double : 0

Dernière mise à jour : 16 août 2022